# Бутьє тема
Те́ма Бутьє́ — тема в шаховій композиції. Суть теми — після вступного ходу білих зв'язуються дві чорних фігури з загрозою чорному королю мату з використанням цих двох зв'язок. У тематичних варіантах чорні, захищаючись від загрози, розв'язують свої чорні фігури.

## Історія
Цю ідею запропонував французький шаховий композитор П'єр Бутьє (10.09.1914 — ?), існує публікація його задачі, датована 1976 роком.
Для вираження теми повинна одна чорна фігура опосередковано (непрямо) зв'язуватися, а друга фігура повинна стояти на лінії разом зі своїм королем, оскільки після ходу білої фігури, крім першої фігури чорних, ще й зв'язується друга. Виникає загроза мату з використанням цих двох зв'язок. Чорні захищаються від загрози розв'язуванням тематичних фігур, але при цьому роблять послаблення в своїй позиції і виникають мати чорному королю.
Ідея дістала назву — тема Бутьє. 
|   | a | b | c | d | e | f | g | h |   |
| 8 | b8 білий слон · d8 білий кінь · h8 білий ферзь · c7 чорний слон · d7 чорний слон · f7 чорний ферзь · g7 біла тура · f6 чорна тура · b5 біла тура · b4 білий пішак · c4 білий слон · d4 чорний король · e4 чорний пішак · h4 білий кінь · b3 білий пішак · e3 чорний пішак · b2 білий король · c2 білий пішак · e2 чорний кінь | b8 білий слон · d8 білий кінь · h8 білий ферзь · c7 чорний слон · d7 чорний слон · f7 чорний ферзь · g7 біла тура · f6 чорна тура · b5 біла тура · b4 білий пішак · c4 білий слон · d4 чорний король · e4 чорний пішак · h4 білий кінь · b3 білий пішак · e3 чорний пішак · b2 білий король · c2 білий пішак · e2 чорний кінь | b8 білий слон · d8 білий кінь · h8 білий ферзь · c7 чорний слон · d7 чорний слон · f7 чорний ферзь · g7 біла тура · f6 чорна тура · b5 біла тура · b4 білий пішак · c4 білий слон · d4 чорний король · e4 чорний пішак · h4 білий кінь · b3 білий пішак · e3 чорний пішак · b2 білий король · c2 білий пішак · e2 чорний кінь | b8 білий слон · d8 білий кінь · h8 білий ферзь · c7 чорний слон · d7 чорний слон · f7 чорний ферзь · g7 біла тура · f6 чорна тура · b5 біла тура · b4 білий пішак · c4 білий слон · d4 чорний король · e4 чорний пішак · h4 білий кінь · b3 білий пішак · e3 чорний пішак · b2 білий король · c2 білий пішак · e2 чорний кінь | b8 білий слон · d8 білий кінь · h8 білий ферзь · c7 чорний слон · d7 чорний слон · f7 чорний ферзь · g7 біла тура · f6 чорна тура · b5 біла тура · b4 білий пішак · c4 білий слон · d4 чорний король · e4 чорний пішак · h4 білий кінь · b3 білий пішак · e3 чорний пішак · b2 білий король · c2 білий пішак · e2 чорний кінь | b8 білий слон · d8 білий кінь · h8 білий ферзь · c7 чорний слон · d7 чорний слон · f7 чорний ферзь · g7 біла тура · f6 чорна тура · b5 біла тура · b4 білий пішак · c4 білий слон · d4 чорний король · e4 чорний пішак · h4 білий кінь · b3 білий пішак · e3 чорний пішак · b2 білий король · c2 білий пішак · e2 чорний кінь | b8 білий слон · d8 білий кінь · h8 білий ферзь · c7 чорний слон · d7 чорний слон · f7 чорний ферзь · g7 біла тура · f6 чорна тура · b5 біла тура · b4 білий пішак · c4 білий слон · d4 чорний король · e4 чорний пішак · h4 білий кінь · b3 білий пішак · e3 чорний пішак · b2 білий король · c2 білий пішак · e2 чорний кінь | b8 білий слон · d8 білий кінь · h8 білий ферзь · c7 чорний слон · d7 чорний слон · f7 чорний ферзь · g7 біла тура · f6 чорна тура · b5 біла тура · b4 білий пішак · c4 білий слон · d4 чорний король · e4 чорний пішак · h4 білий кінь · b3 білий пішак · e3 чорний пішак · b2 білий король · c2 білий пішак · e2 чорний кінь | 8 |
| 7 | b8 білий слон · d8 білий кінь · h8 білий ферзь · c7 чорний слон · d7 чорний слон · f7 чорний ферзь · g7 біла тура · f6 чорна тура · b5 біла тура · b4 білий пішак · c4 білий слон · d4 чорний король · e4 чорний пішак · h4 білий кінь · b3 білий пішак · e3 чорний пішак · b2 білий король · c2 білий пішак · e2 чорний кінь | b8 білий слон · d8 білий кінь · h8 білий ферзь · c7 чорний слон · d7 чорний слон · f7 чорний ферзь · g7 біла тура · f6 чорна тура · b5 біла тура · b4 білий пішак · c4 білий слон · d4 чорний король · e4 чорний пішак · h4 білий кінь · b3 білий пішак · e3 чорний пішак · b2 білий король · c2 білий пішак · e2 чорний кінь | b8 білий слон · d8 білий кінь · h8 білий ферзь · c7 чорний слон · d7 чорний слон · f7 чорний ферзь · g7 біла тура · f6 чорна тура · b5 біла тура · b4 білий пішак · c4 білий слон · d4 чорний король · e4 чорний пішак · h4 білий кінь · b3 білий пішак · e3 чорний пішак · b2 білий король · c2 білий пішак · e2 чорний кінь | b8 білий слон · d8 білий кінь · h8 білий ферзь · c7 чорний слон · d7 чорний слон · f7 чорний ферзь · g7 біла тура · f6 чорна тура · b5 біла тура · b4 білий пішак · c4 білий слон · d4 чорний король · e4 чорний пішак · h4 білий кінь · b3 білий пішак · e3 чорний пішак · b2 білий король · c2 білий пішак · e2 чорний кінь | b8 білий слон · d8 білий кінь · h8 білий ферзь · c7 чорний слон · d7 чорний слон · f7 чорний ферзь · g7 біла тура · f6 чорна тура · b5 біла тура · b4 білий пішак · c4 білий слон · d4 чорний король · e4 чорний пішак · h4 білий кінь · b3 білий пішак · e3 чорний пішак · b2 білий король · c2 білий пішак · e2 чорний кінь | b8 білий слон · d8 білий кінь · h8 білий ферзь · c7 чорний слон · d7 чорний слон · f7 чорний ферзь · g7 біла тура · f6 чорна тура · b5 біла тура · b4 білий пішак · c4 білий слон · d4 чорний король · e4 чорний пішак · h4 білий кінь · b3 білий пішак · e3 чорний пішак · b2 білий король · c2 білий пішак · e2 чорний кінь | b8 білий слон · d8 білий кінь · h8 білий ферзь · c7 чорний слон · d7 чорний слон · f7 чорний ферзь · g7 біла тура · f6 чорна тура · b5 біла тура · b4 білий пішак · c4 білий слон · d4 чорний король · e4 чорний пішак · h4 білий кінь · b3 білий пішак · e3 чорний пішак · b2 білий король · c2 білий пішак · e2 чорний кінь | b8 білий слон · d8 білий кінь · h8 білий ферзь · c7 чорний слон · d7 чорний слон · f7 чорний ферзь · g7 біла тура · f6 чорна тура · b5 біла тура · b4 білий пішак · c4 білий слон · d4 чорний король · e4 чорний пішак · h4 білий кінь · b3 білий пішак · e3 чорний пішак · b2 білий король · c2 білий пішак · e2 чорний кінь | 7 |
| 6 | b8 білий слон · d8 білий кінь · h8 білий ферзь · c7 чорний слон · d7 чорний слон · f7 чорний ферзь · g7 біла тура · f6 чорна тура · b5 біла тура · b4 білий пішак · c4 білий слон · d4 чорний король · e4 чорний пішак · h4 білий кінь · b3 білий пішак · e3 чорний пішак · b2 білий король · c2 білий пішак · e2 чорний кінь | b8 білий слон · d8 білий кінь · h8 білий ферзь · c7 чорний слон · d7 чорний слон · f7 чорний ферзь · g7 біла тура · f6 чорна тура · b5 біла тура · b4 білий пішак · c4 білий слон · d4 чорний король · e4 чорний пішак · h4 білий кінь · b3 білий пішак · e3 чорний пішак · b2 білий король · c2 білий пішак · e2 чорний кінь | b8 білий слон · d8 білий кінь · h8 білий ферзь · c7 чорний слон · d7 чорний слон · f7 чорний ферзь · g7 біла тура · f6 чорна тура · b5 біла тура · b4 білий пішак · c4 білий слон · d4 чорний король · e4 чорний пішак · h4 білий кінь · b3 білий пішак · e3 чорний пішак · b2 білий король · c2 білий пішак · e2 чорний кінь | b8 білий слон · d8 білий кінь · h8 білий ферзь · c7 чорний слон · d7 чорний слон · f7 чорний ферзь · g7 біла тура · f6 чорна тура · b5 біла тура · b4 білий пішак · c4 білий слон · d4 чорний король · e4 чорний пішак · h4 білий кінь · b3 білий пішак · e3 чорний пішак · b2 білий король · c2 білий пішак · e2 чорний кінь | b8 білий слон · d8 білий кінь · h8 білий ферзь · c7 чорний слон · d7 чорний слон · f7 чорний ферзь · g7 біла тура · f6 чорна тура · b5 біла тура · b4 білий пішак · c4 білий слон · d4 чорний король · e4 чорний пішак · h4 білий кінь · b3 білий пішак · e3 чорний пішак · b2 білий король · c2 білий пішак · e2 чорний кінь | b8 білий слон · d8 білий кінь · h8 білий ферзь · c7 чорний слон · d7 чорний слон · f7 чорний ферзь · g7 біла тура · f6 чорна тура · b5 біла тура · b4 білий пішак · c4 білий слон · d4 чорний король · e4 чорний пішак · h4 білий кінь · b3 білий пішак · e3 чорний пішак · b2 білий король · c2 білий пішак · e2 чорний кінь | b8 білий слон · d8 білий кінь · h8 білий ферзь · c7 чорний слон · d7 чорний слон · f7 чорний ферзь · g7 біла тура · f6 чорна тура · b5 біла тура · b4 білий пішак · c4 білий слон · d4 чорний король · e4 чорний пішак · h4 білий кінь · b3 білий пішак · e3 чорний пішак · b2 білий король · c2 білий пішак · e2 чорний кінь | b8 білий слон · d8 білий кінь · h8 білий ферзь · c7 чорний слон · d7 чорний слон · f7 чорний ферзь · g7 біла тура · f6 чорна тура · b5 біла тура · b4 білий пішак · c4 білий слон · d4 чорний король · e4 чорний пішак · h4 білий кінь · b3 білий пішак · e3 чорний пішак · b2 білий король · c2 білий пішак · e2 чорний кінь | 6 |
| 5 | b8 білий слон · d8 білий кінь · h8 білий ферзь · c7 чорний слон · d7 чорний слон · f7 чорний ферзь · g7 біла тура · f6 чорна тура · b5 біла тура · b4 білий пішак · c4 білий слон · d4 чорний король · e4 чорний пішак · h4 білий кінь · b3 білий пішак · e3 чорний пішак · b2 білий король · c2 білий пішак · e2 чорний кінь | b8 білий слон · d8 білий кінь · h8 білий ферзь · c7 чорний слон · d7 чорний слон · f7 чорний ферзь · g7 біла тура · f6 чорна тура · b5 біла тура · b4 білий пішак · c4 білий слон · d4 чорний король · e4 чорний пішак · h4 білий кінь · b3 білий пішак · e3 чорний пішак · b2 білий король · c2 білий пішак · e2 чорний кінь | b8 білий слон · d8 білий кінь · h8 білий ферзь · c7 чорний слон · d7 чорний слон · f7 чорний ферзь · g7 біла тура · f6 чорна тура · b5 біла тура · b4 білий пішак · c4 білий слон · d4 чорний король · e4 чорний пішак · h4 білий кінь · b3 білий пішак · e3 чорний пішак · b2 білий король · c2 білий пішак · e2 чорний кінь | b8 білий слон · d8 білий кінь · h8 білий ферзь · c7 чорний слон · d7 чорний слон · f7 чорний ферзь · g7 біла тура · f6 чорна тура · b5 біла тура · b4 білий пішак · c4 білий слон · d4 чорний король · e4 чорний пішак · h4 білий кінь · b3 білий пішак · e3 чорний пішак · b2 білий король · c2 білий пішак · e2 чорний кінь | b8 білий слон · d8 білий кінь · h8 білий ферзь · c7 чорний слон · d7 чорний слон · f7 чорний ферзь · g7 біла тура · f6 чорна тура · b5 біла тура · b4 білий пішак · c4 білий слон · d4 чорний король · e4 чорний пішак · h4 білий кінь · b3 білий пішак · e3 чорний пішак · b2 білий король · c2 білий пішак · e2 чорний кінь | b8 білий слон · d8 білий кінь · h8 білий ферзь · c7 чорний слон · d7 чорний слон · f7 чорний ферзь · g7 біла тура · f6 чорна тура · b5 біла тура · b4 білий пішак · c4 білий слон · d4 чорний король · e4 чорний пішак · h4 білий кінь · b3 білий пішак · e3 чорний пішак · b2 білий король · c2 білий пішак · e2 чорний кінь | b8 білий слон · d8 білий кінь · h8 білий ферзь · c7 чорний слон · d7 чорний слон · f7 чорний ферзь · g7 біла тура · f6 чорна тура · b5 біла тура · b4 білий пішак · c4 білий слон · d4 чорний король · e4 чорний пішак · h4 білий кінь · b3 білий пішак · e3 чорний пішак · b2 білий король · c2 білий пішак · e2 чорний кінь | b8 білий слон · d8 білий кінь · h8 білий ферзь · c7 чорний слон · d7 чорний слон · f7 чорний ферзь · g7 біла тура · f6 чорна тура · b5 біла тура · b4 білий пішак · c4 білий слон · d4 чорний король · e4 чорний пішак · h4 білий кінь · b3 білий пішак · e3 чорний пішак · b2 білий король · c2 білий пішак · e2 чорний кінь | 5 |
| 4 | b8 білий слон · d8 білий кінь · h8 білий ферзь · c7 чорний слон · d7 чорний слон · f7 чорний ферзь · g7 біла тура · f6 чорна тура · b5 біла тура · b4 білий пішак · c4 білий слон · d4 чорний король · e4 чорний пішак · h4 білий кінь · b3 білий пішак · e3 чорний пішак · b2 білий король · c2 білий пішак · e2 чорний кінь | b8 білий слон · d8 білий кінь · h8 білий ферзь · c7 чорний слон · d7 чорний слон · f7 чорний ферзь · g7 біла тура · f6 чорна тура · b5 біла тура · b4 білий пішак · c4 білий слон · d4 чорний король · e4 чорний пішак · h4 білий кінь · b3 білий пішак · e3 чорний пішак · b2 білий король · c2 білий пішак · e2 чорний кінь | b8 білий слон · d8 білий кінь · h8 білий ферзь · c7 чорний слон · d7 чорний слон · f7 чорний ферзь · g7 біла тура · f6 чорна тура · b5 біла тура · b4 білий пішак · c4 білий слон · d4 чорний король · e4 чорний пішак · h4 білий кінь · b3 білий пішак · e3 чорний пішак · b2 білий король · c2 білий пішак · e2 чорний кінь | b8 білий слон · d8 білий кінь · h8 білий ферзь · c7 чорний слон · d7 чорний слон · f7 чорний ферзь · g7 біла тура · f6 чорна тура · b5 біла тура · b4 білий пішак · c4 білий слон · d4 чорний король · e4 чорний пішак · h4 білий кінь · b3 білий пішак · e3 чорний пішак · b2 білий король · c2 білий пішак · e2 чорний кінь | b8 білий слон · d8 білий кінь · h8 білий ферзь · c7 чорний слон · d7 чорний слон · f7 чорний ферзь · g7 біла тура · f6 чорна тура · b5 біла тура · b4 білий пішак · c4 білий слон · d4 чорний король · e4 чорний пішак · h4 білий кінь · b3 білий пішак · e3 чорний пішак · b2 білий король · c2 білий пішак · e2 чорний кінь | b8 білий слон · d8 білий кінь · h8 білий ферзь · c7 чорний слон · d7 чорний слон · f7 чорний ферзь · g7 біла тура · f6 чорна тура · b5 біла тура · b4 білий пішак · c4 білий слон · d4 чорний король · e4 чорний пішак · h4 білий кінь · b3 білий пішак · e3 чорний пішак · b2 білий король · c2 білий пішак · e2 чорний кінь | b8 білий слон · d8 білий кінь · h8 білий ферзь · c7 чорний слон · d7 чорний слон · f7 чорний ферзь · g7 біла тура · f6 чорна тура · b5 біла тура · b4 білий пішак · c4 білий слон · d4 чорний король · e4 чорний пішак · h4 білий кінь · b3 білий пішак · e3 чорний пішак · b2 білий король · c2 білий пішак · e2 чорний кінь | b8 білий слон · d8 білий кінь · h8 білий ферзь · c7 чорний слон · d7 чорний слон · f7 чорний ферзь · g7 біла тура · f6 чорна тура · b5 біла тура · b4 білий пішак · c4 білий слон · d4 чорний король · e4 чорний пішак · h4 білий кінь · b3 білий пішак · e3 чорний пішак · b2 білий король · c2 білий пішак · e2 чорний кінь | 4 |
| 3 | b8 білий слон · d8 білий кінь · h8 білий ферзь · c7 чорний слон · d7 чорний слон · f7 чорний ферзь · g7 біла тура · f6 чорна тура · b5 біла тура · b4 білий пішак · c4 білий слон · d4 чорний король · e4 чорний пішак · h4 білий кінь · b3 білий пішак · e3 чорний пішак · b2 білий король · c2 білий пішак · e2 чорний кінь | b8 білий слон · d8 білий кінь · h8 білий ферзь · c7 чорний слон · d7 чорний слон · f7 чорний ферзь · g7 біла тура · f6 чорна тура · b5 біла тура · b4 білий пішак · c4 білий слон · d4 чорний король · e4 чорний пішак · h4 білий кінь · b3 білий пішак · e3 чорний пішак · b2 білий король · c2 білий пішак · e2 чорний кінь | b8 білий слон · d8 білий кінь · h8 білий ферзь · c7 чорний слон · d7 чорний слон · f7 чорний ферзь · g7 біла тура · f6 чорна тура · b5 біла тура · b4 білий пішак · c4 білий слон · d4 чорний король · e4 чорний пішак · h4 білий кінь · b3 білий пішак · e3 чорний пішак · b2 білий король · c2 білий пішак · e2 чорний кінь | b8 білий слон · d8 білий кінь · h8 білий ферзь · c7 чорний слон · d7 чорний слон · f7 чорний ферзь · g7 біла тура · f6 чорна тура · b5 біла тура · b4 білий пішак · c4 білий слон · d4 чорний король · e4 чорний пішак · h4 білий кінь · b3 білий пішак · e3 чорний пішак · b2 білий король · c2 білий пішак · e2 чорний кінь | b8 білий слон · d8 білий кінь · h8 білий ферзь · c7 чорний слон · d7 чорний слон · f7 чорний ферзь · g7 біла тура · f6 чорна тура · b5 біла тура · b4 білий пішак · c4 білий слон · d4 чорний король · e4 чорний пішак · h4 білий кінь · b3 білий пішак · e3 чорний пішак · b2 білий король · c2 білий пішак · e2 чорний кінь | b8 білий слон · d8 білий кінь · h8 білий ферзь · c7 чорний слон · d7 чорний слон · f7 чорний ферзь · g7 біла тура · f6 чорна тура · b5 біла тура · b4 білий пішак · c4 білий слон · d4 чорний король · e4 чорний пішак · h4 білий кінь · b3 білий пішак · e3 чорний пішак · b2 білий король · c2 білий пішак · e2 чорний кінь | b8 білий слон · d8 білий кінь · h8 білий ферзь · c7 чорний слон · d7 чорний слон · f7 чорний ферзь · g7 біла тура · f6 чорна тура · b5 біла тура · b4 білий пішак · c4 білий слон · d4 чорний король · e4 чорний пішак · h4 білий кінь · b3 білий пішак · e3 чорний пішак · b2 білий король · c2 білий пішак · e2 чорний кінь | b8 білий слон · d8 білий кінь · h8 білий ферзь · c7 чорний слон · d7 чорний слон · f7 чорний ферзь · g7 біла тура · f6 чорна тура · b5 біла тура · b4 білий пішак · c4 білий слон · d4 чорний король · e4 чорний пішак · h4 білий кінь · b3 білий пішак · e3 чорний пішак · b2 білий король · c2 білий пішак · e2 чорний кінь | 3 |
| 2 | b8 білий слон · d8 білий кінь · h8 білий ферзь · c7 чорний слон · d7 чорний слон · f7 чорний ферзь · g7 біла тура · f6 чорна тура · b5 біла тура · b4 білий пішак · c4 білий слон · d4 чорний король · e4 чорний пішак · h4 білий кінь · b3 білий пішак · e3 чорний пішак · b2 білий король · c2 білий пішак · e2 чорний кінь | b8 білий слон · d8 білий кінь · h8 білий ферзь · c7 чорний слон · d7 чорний слон · f7 чорний ферзь · g7 біла тура · f6 чорна тура · b5 біла тура · b4 білий пішак · c4 білий слон · d4 чорний король · e4 чорний пішак · h4 білий кінь · b3 білий пішак · e3 чорний пішак · b2 білий король · c2 білий пішак · e2 чорний кінь | b8 білий слон · d8 білий кінь · h8 білий ферзь · c7 чорний слон · d7 чорний слон · f7 чорний ферзь · g7 біла тура · f6 чорна тура · b5 біла тура · b4 білий пішак · c4 білий слон · d4 чорний король · e4 чорний пішак · h4 білий кінь · b3 білий пішак · e3 чорний пішак · b2 білий король · c2 білий пішак · e2 чорний кінь | b8 білий слон · d8 білий кінь · h8 білий ферзь · c7 чорний слон · d7 чорний слон · f7 чорний ферзь · g7 біла тура · f6 чорна тура · b5 біла тура · b4 білий пішак · c4 білий слон · d4 чорний король · e4 чорний пішак · h4 білий кінь · b3 білий пішак · e3 чорний пішак · b2 білий король · c2 білий пішак · e2 чорний кінь | b8 білий слон · d8 білий кінь · h8 білий ферзь · c7 чорний слон · d7 чорний слон · f7 чорний ферзь · g7 біла тура · f6 чорна тура · b5 біла тура · b4 білий пішак · c4 білий слон · d4 чорний король · e4 чорний пішак · h4 білий кінь · b3 білий пішак · e3 чорний пішак · b2 білий король · c2 білий пішак · e2 чорний кінь | b8 білий слон · d8 білий кінь · h8 білий ферзь · c7 чорний слон · d7 чорний слон · f7 чорний ферзь · g7 біла тура · f6 чорна тура · b5 біла тура · b4 білий пішак · c4 білий слон · d4 чорний король · e4 чорний пішак · h4 білий кінь · b3 білий пішак · e3 чорний пішак · b2 білий король · c2 білий пішак · e2 чорний кінь | b8 білий слон · d8 білий кінь · h8 білий ферзь · c7 чорний слон · d7 чорний слон · f7 чорний ферзь · g7 біла тура · f6 чорна тура · b5 біла тура · b4 білий пішак · c4 білий слон · d4 чорний король · e4 чорний пішак · h4 білий кінь · b3 білий пішак · e3 чорний пішак · b2 білий король · c2 білий пішак · e2 чорний кінь | b8 білий слон · d8 білий кінь · h8 білий ферзь · c7 чорний слон · d7 чорний слон · f7 чорний ферзь · g7 біла тура · f6 чорна тура · b5 біла тура · b4 білий пішак · c4 білий слон · d4 чорний король · e4 чорний пішак · h4 білий кінь · b3 білий пішак · e3 чорний пішак · b2 білий король · c2 білий пішак · e2 чорний кінь | 2 |
| 1 | b8 білий слон · d8 білий кінь · h8 білий ферзь · c7 чорний слон · d7 чорний слон · f7 чорний ферзь · g7 біла тура · f6 чорна тура · b5 біла тура · b4 білий пішак · c4 білий слон · d4 чорний король · e4 чорний пішак · h4 білий кінь · b3 білий пішак · e3 чорний пішак · b2 білий король · c2 білий пішак · e2 чорний кінь | b8 білий слон · d8 білий кінь · h8 білий ферзь · c7 чорний слон · d7 чорний слон · f7 чорний ферзь · g7 біла тура · f6 чорна тура · b5 біла тура · b4 білий пішак · c4 білий слон · d4 чорний король · e4 чорний пішак · h4 білий кінь · b3 білий пішак · e3 чорний пішак · b2 білий король · c2 білий пішак · e2 чорний кінь | b8 білий слон · d8 білий кінь · h8 білий ферзь · c7 чорний слон · d7 чорний слон · f7 чорний ферзь · g7 біла тура · f6 чорна тура · b5 біла тура · b4 білий пішак · c4 білий слон · d4 чорний король · e4 чорний пішак · h4 білий кінь · b3 білий пішак · e3 чорний пішак · b2 білий король · c2 білий пішак · e2 чорний кінь | b8 білий слон · d8 білий кінь · h8 білий ферзь · c7 чорний слон · d7 чорний слон · f7 чорний ферзь · g7 біла тура · f6 чорна тура · b5 біла тура · b4 білий пішак · c4 білий слон · d4 чорний король · e4 чорний пішак · h4 білий кінь · b3 білий пішак · e3 чорний пішак · b2 білий король · c2 білий пішак · e2 чорний кінь | b8 білий слон · d8 білий кінь · h8 білий ферзь · c7 чорний слон · d7 чорний слон · f7 чорний ферзь · g7 біла тура · f6 чорна тура · b5 біла тура · b4 білий пішак · c4 білий слон · d4 чорний король · e4 чорний пішак · h4 білий кінь · b3 білий пішак · e3 чорний пішак · b2 білий король · c2 білий пішак · e2 чорний кінь | b8 білий слон · d8 білий кінь · h8 білий ферзь · c7 чорний слон · d7 чорний слон · f7 чорний ферзь · g7 біла тура · f6 чорна тура · b5 біла тура · b4 білий пішак · c4 білий слон · d4 чорний король · e4 чорний пішак · h4 білий кінь · b3 білий пішак · e3 чорний пішак · b2 білий король · c2 білий пішак · e2 чорний кінь | b8 білий слон · d8 білий кінь · h8 білий ферзь · c7 чорний слон · d7 чорний слон · f7 чорний ферзь · g7 біла тура · f6 чорна тура · b5 біла тура · b4 білий пішак · c4 білий слон · d4 чорний король · e4 чорний пішак · h4 білий кінь · b3 білий пішак · e3 чорний пішак · b2 білий король · c2 білий пішак · e2 чорний кінь | b8 білий слон · d8 білий кінь · h8 білий ферзь · c7 чорний слон · d7 чорний слон · f7 чорний ферзь · g7 біла тура · f6 чорна тура · b5 біла тура · b4 білий пішак · c4 білий слон · d4 чорний король · e4 чорний пішак · h4 білий кінь · b3 білий пішак · e3 чорний пішак · b2 білий король · c2 білий пішак · e2 чорний кінь | 1 |
|   | a | b | c | d | e | f | g | h |   |

FEN: 1B1N3Q/2bb1qR1/5r2/1R6/1PBkp2N/1P2p3/1KP1n3/8

1. Rg4! ~ 2. Sf3#
1. ... Bxg4  2. Sc6#
1. ... Qg7  2. Rd5#
1. ... Be5  2. Bxe5 #
1. ... Bf4  2. Ba7#
1. ... Sf4  2. c3#